# 千種堅
千種 堅（ちぐさ けん、1930年11月1日 - 2014年9月15日 ）は、日本の作家、イタリア文学者、四柱推命研究家。
本名・川岸貞一郎。

## 来歴
東京生まれ。1953年、東京外国語大学ロシヤ語科卒。日本専売公社勤務。
独学でイタリア語を学び、イタリア文学の翻訳などを上梓。
1962年、立教大学講師。1978年、『ダンテの末裔たち』でマルコ・ポーロ賞受賞。
1989年から2001年まで愛知大学教授。
特にアルベルト・モラヴィアの翻訳が多く、また四柱推命学についての著書が多い。
晩年は自身のウェブサイトで小説を発表していた。

## 著書
- 『悶える』（波書房）1970
- 『ダンテの末裔たち』（三省堂選書）1977
- 『四柱推命学 あなたをあやつる宿命の星』（光文社、カッパ・ブックス）1977、のち文庫
- 『イタリア人の発想 その楽天主義の教訓』（徳間書店）1979
- 『四柱推命のすべて』（広済堂出版）1979
- 『旅行かば 運命との出会い』（長崎出版）1980
- 『中国紫微斗数運命学』（二見書房、サラ・ブックス）1980、のち改題『中国運命占星術』
- 『男と女の相性推命学 運命を拓く「Keyナンバー」の秘密』（PHP研究所）1982
- 『誰にでもわかる四柱推命の本』（広済堂出版）1985
- 『十干推命学 生まれ日が暗示する運命の秘密』（光文社、カッパ・ブックス）1985
- 『四柱推命人間学 著名人の運命を推理する』（河出書房新社）1989
- 『モラヴィア 二十世紀イタリアの愛と反逆』（中公新書）1989

## 翻訳
- 『メリンダ』（ガイア・セルヴァディオ、早川書房） 1969
- 『親と子の語らい』（ラッラ・ロマーノ、二見書房） 1970
- 『愛奴』（レナート・ギオット、早川書房） 1971
- 『冷たい星』（グイード・ピオヴェーネ、河出書房新社） 1971
- 『黄金の浜辺』（ラファエロ・ブリニェッティ、河出書房新社） 1972
- 『日曜日の女』（C・フルッテロ,F・ルチェンティーニ、河出書房新社） 1973
- 『立てる肖像』（ジャンナ・マンツィーニ、早川書房） 1973
- 『テスケレ』（ルーチョ・チェーヴァ、河出書房新社） 1974
- 『アマルコルド』（フェデリコ・フェリーニ,トニーノ・グエーラ、早川書房） 1974
- 『枢軸万歳』（L・チェーヴァ、河出書房新社） 1975
- 『恐れと悲しみ』（カルロ・カッソーラ(en:Carlo Cassola)、早川書房） 1975
- 『プロタゴニスタ奇想譚』（ルイージ・マレルバ(en:Luigi Malerba)、出帆社） 1976
- 『皇帝のバラ 幻想掌篇集』（ルイージ・マレルバ、出帆社） 1976
- 『権力の朝』（レオナルド・シャーシャ、新潮社） 1976
- 『マヨラナの失踪 消えた若き天才物理学者の謎』（レオナルド・シャーシャ、出帆社） 1976
- 『フェラーリ スピードに賭けた男』（ジノ・ランカーティ(Gino Rancati)、二見書房） 1977
- 『狂気もまた愛に渇く』（マリオ・トビーノ、早川書房） 1977
- 『モンテ・マリオの丘』（カルロ・カッソーラ、早川書房） 1977
- 『旅の神話』（アルベルト・ベヴィラックァ(en:Alberto Bevilacqua)、早川書房） 1978
- 『オルゴン・ボックス SFセックス・エネルギー計画』（パスクァーレ・フェスタ・カンパニーレ、集英社、Playboy books） 1978
- 『ラ・メカニカ』（カルロ・エミリオ・ガッダ、早川書房） 1978
- 「家主の妻」（ドストエフスキー、新潮社、『ドストエフスキー全集1』） 1978
- 『モロ事件 テロと国家』（レオナルド・シャーシャ、新潮社） 1979
- 『狂った星』（エルマンノ・リベンツィ、立風書房） 1979
- 『ジゼーラ』（カルロ・カッソーラ、早川書房） 1979
- 『永遠の夫』（ドストエフスキー、新潮文庫） 1979、のち改版
- 『きみ、知ってるかい?』（エンツォ・ビアージ(it:Enzo Biagi)、早川書房） 1980
- 『拝啓ミケーレ君』（ナターリア・ギンズブルグ、早川書房） 1982
- 『カトリーヌ・ド・メディシス』（オルソラ・ネーミ,ヘンリー・ファースト、中央公論社） 1982、のち中公文庫 改版 2003
- 『イーダの長い夜』（エルサ・モランテ、集英社） 1983
- 『私は愛に死ぬ ムッソリーニと恋人クラレッタ』（ロベルト・ジェルヴァーゾ、新潮社） 1984
- 『ドレスの下はからっぽ』（マルコ・パルマ、集英社文庫） 1985
- 『わが冒険』（ワルテル・ボナッティ(it:Walter Bonatti)、白水社） 1986
- 『ベアトリーチェ・チェンチ 16世紀ローマの悲劇』（ノルベルト・ヴァレンティーニ,ミレーナ・バッキアーニ、河出書房新社） 1986
- 『イザベッラ・デステ ルネサンスのプリマドンナ』（マッシモ・フェリサッティ(it:Massimo Felisatti)、河出書房新社） 1987
- 『ルドヴィコ・イル・モーロ 黒衣の貴族』（マリアーナ・フリジェーニ(Mariana Frigeni)、河出書房新社） 1987
- 『ターバンを巻いた娘』（マルタ・モラッツォーニ、文藝春秋） 1989
- 『その夜の嘘』（ジェズアルド・ブファリーノ(it:Gesualdo Bufalino)、早川書房） 1989
- 『ピノッキオ』（カルロ・コッローディ、第三文明社） 1989
- 『検察官』（マグダレン・ナブ,パオロ・ヴァゲッジ、早川書房、The Mysterious Press） 1990
- 『真夜中の訪問客』（マグダレン・ナブ、早川書房、ハヤカワ・ミステリ） 1990
- 『モスクワの美しいひと』（ヴィクトル・エロフェーエフ)、河出書房新社） 1992
- 『階段の悪夢』（ディーノ・ブッツァーティ、図書新聞） 1992
- 『ズボンがはきたかったのに』（ラーラ・カルデッラ(en:Lara Cardella)、早川書房） 1993
- 『沈黙の掟 マフィアに爆殺された判事の「遺書」』（ジョヴァンニ・ファルコーネ、文藝春秋） 1993
- 『地獄 - それでも私はイタリアを愛する』（ジョルジョ・ボッカ(it:Giorgio Bocca)、三田出版会） 1993
- 『最新イタリア事情』（エンツォ・ビアージ、文藝春秋） 1994
- 『わたしは誰、どこから来たの 進化にみるヒトの「違い」の物語』（ルーカ&フランチェスコ・カヴァーリ=スフォルツア、三田出版会） 1995
- 『春を忘れた島』（マイクル・ゴールディング、早川書房） 1995
- 『結婚したらわかること』（ラーラ・カルデッラ、早川書房） 1996
- 『もう一人のモナリザ』（リーナ・デ・フィレンツェ、青弓社） 1997
- 『モンタルバーノ警部 悲しきバイオリン』（アンドレア・カミッレーリ、ハルキ文庫） 1999
- 『おやつ泥棒 モンタルバーノ警部』（カミッレーリ、ハルキ文庫） 2000
- 『メルラーナ街の混沌たる殺人事件』（カルロ・エミーリオ・ガッダ、水声社） 2011

### アルベルト・モラヴィア作品
- 『深層生活』（アルベルト・モラヴィア、早川書房） 1979、のち文庫
- 『女性諸君!』（モラヴィア、早川書房） 1981、のち文庫
- 『1934年』（モラヴィア、早川書房） 1982、のち文庫
- 『無関心な人びと』（モラヴィア、ハヤカワ文庫） 1983
- 『孤独な青年』（モラヴィア、ハヤカワ文庫） 1984
- 『眠くて死にそうな勇敢な消防士 モラヴィア動物寓話集』（モラヴィア、早川書房） 1984
- 『潰えた野心』（モラヴィア、ハヤカワ文庫） 1984
- 『仮装舞踏会』（モラヴィア、ハヤカワ文庫） 1985
- 『黒マントの女』（モラヴィア、集英社） 1985 、のち文庫
- 『苦い蜜月 短篇集1』（モラヴィア、ハヤカワ文庫） 1985
- 『海へ帰る 短篇集2』（モラヴィア、ハヤカワ文庫） 1985
- 『視る男』（モラヴィア、早川書房） 1986
- 『アフリカ散歩』（モラヴィア、早川書房） 1988